# 吶喊
《呐喊》是鲁迅（本名周树人）的一部短篇小说结集，作品真实地描绘了从辛亥革命到五四时期的社会生活，揭示了种种深层次的社会矛盾，对中国旧有制度及陈腐的传统观念进行了深刻的剖析和比较彻底的否定。收录了鲁迅在1918年—1922年间所写的14篇小说。其中，《狂人日记》、《孔乙己》、《阿Q正传》等文章皆为该结集的代表作。

## 创作背景
在《呐喊》的自序中，鲁迅提到自己年少时曾因中国的医疗技术落后，而到日本学医，后来却发现落后的不单是医疗技术，国民的思想观念和国家的制度更是远远落后于西方各国。鲁迅认为“救国救民需先救思想”，于是弃医从文，希望用文学改造中国人的“国民劣根性”。
青年时的鲁迅充满壮志，希望中国能摆脱旧制度及陈腐的传统观念。但遭受的挫折却令他逐渐感到绝望和寂寞，更曾把自己关在一间没人来的屋子里。后来钱玄同邀请他在《新青年》做文章，《狂人日记》就是钱玄同催促他在《新青年》写出的第一篇小说，并且头一次用鲁迅作笔名。其后，鲁迅连续发表多篇短篇小说。一些小说结集出版，取名《呐喊》。

## 作品影响
严家炎教授曾经说过：“中国现代小说在鲁迅手中开始，又在鲁迅手中成熟。”主要依据就是《呐喊》和鲁迅的另一部小说集《彷徨》在中国文学史的地位。
在香港《亚洲周刊》评选的20世纪中文小说100强中，《呐喊》高居榜首。

## 延伸阅读
[在维基数据编辑]
 在维基文库阅读本作品原文（ 在维基共享资源阅览影像）
- 藤井省三：〈鲁迅与芥川龙之介:《呐喊》小说的叙述模式以及故事结构的成立（页面存档备份，存于）〉。
- 潘世圣：〈鲁迅与日本近代自然主义文学——兼及成仿吾的《〈呐喊〉的评论》（页面存档备份，存于）〉。
- 孙立川：〈阅读鲁迅，请从《呐喊》开始（页面存档备份，存于）〉。
- 顾彬：〈少女与恶魔——论《风波》中反讽的功能（页面存档备份，存于）〉。